# 엔드 (만화)
《엔드》(END)는 대한민국의 만화가 서문다미의 만화 작품이다. 1999년의 대한민국을 배경으로 한 SF 만화이다.
1999년 대원씨아이의 만화 잡지 〈ISSUE〉에서 연재되면서 독자들의 시선을 끌었지만, 2002년, 연재가 중단되었다. 단행본은 8권까지 나온 상태이다.

## 등장인물
문명인:17세. 평범한 여고생으로 지내다, 자신과 똑같은 얼굴의 유자하를 만나 출생의 비밀을 알게 된다. 초능력자인 진시우, 최가민과 엮이고 유자하 외에도 자신과 똑같은 얼굴을 한 일명, END의 아이들을 만나며 평범한 일상은 산산조각이 난다.
유자하:17세. END의 아이. 초능력자이며 다른 END의 아이들은 기억하지 못하지만 문명인을 유일하게 기억하며 친언니를 자처한다. 다정하고 사려깊은 성격이다.
4호:18세. END의 아이 중 4호. 강력한 초능력자이며, END의 아이들 중 1호를 찾고 있다. 문명인과 유자하가 기억하지 못하는 END의 아이들의 과거를 기억하고 있으며, 문명인이 1호임을 확신하고 있다.
치에:END의 아이. 자신이 1호임을 주장하고 있으며, 다국적 기업 밴디츠 회장의 양녀이다. 4호와 대적할 정도의 강력한 초능력자이며 카리스마 있고 도도한 성격이다. END의 아이들을 모두 모으려 한다.
카라:15세. END의 아이. 신인 가수이며, 과거를 모두 기억하지만 다른 END의 아이들과 엮이고 싶어하지 않는다.

## 단행본
- 지음:
- 그림:
- 출간: 대원씨아이

1. END 1권 - 1999년 7월 13일
2. END 2권 - 1999년 12월 22일(ISBN 9788984429987)
3. END 3권 - 2000년 5월 23일(ISBN 9788952805966)
4. END 4권 - 2000년 8월 22일(ISBN 9788952809926)
5. END 5권 - 2001년 2월 9일(ISBN 9788952816559)
6. END 6권 - 2001년 6월 21일(ISBN 9788952823557)
7. END 7권 - 2001년 12월 4일(ISBN 9788952833013)
8. END 8권 - 2002년 8월 21일(ISBN 9788952842343)